# جورج كرافن
جوزيف كوهين (بالفرنسية: Georges Cravenne)‏ المعروف باسم جورج كرافن (ولد في 24 يناير 1914 في القيروان (محمية تونس الفرنسية) وتوفي في 10 يناير 2009 في باريس) كان مراسلا وصحفيا ومنتج أفلام فرنسي. اشتهر لكونه مبدع جوائز سيزار السينمائية ومسرح موليير وسبعة ذهبية.

## روابط خارجية
- جورج كرافن على موقع IMDb (الإنجليزية)
- جورج كرافن على موقع ألو سيني (الفرنسية)
- جورج كرافن على موقع قاعدة بيانات الأفلام السويدية (السويدية)
- جورج كرافن على موقع قاعدة بيانات الفيلم (الإنجليزية)
- جورج كرافن على موقع كينوبويسك (الروسية)